# Ухта (станция)

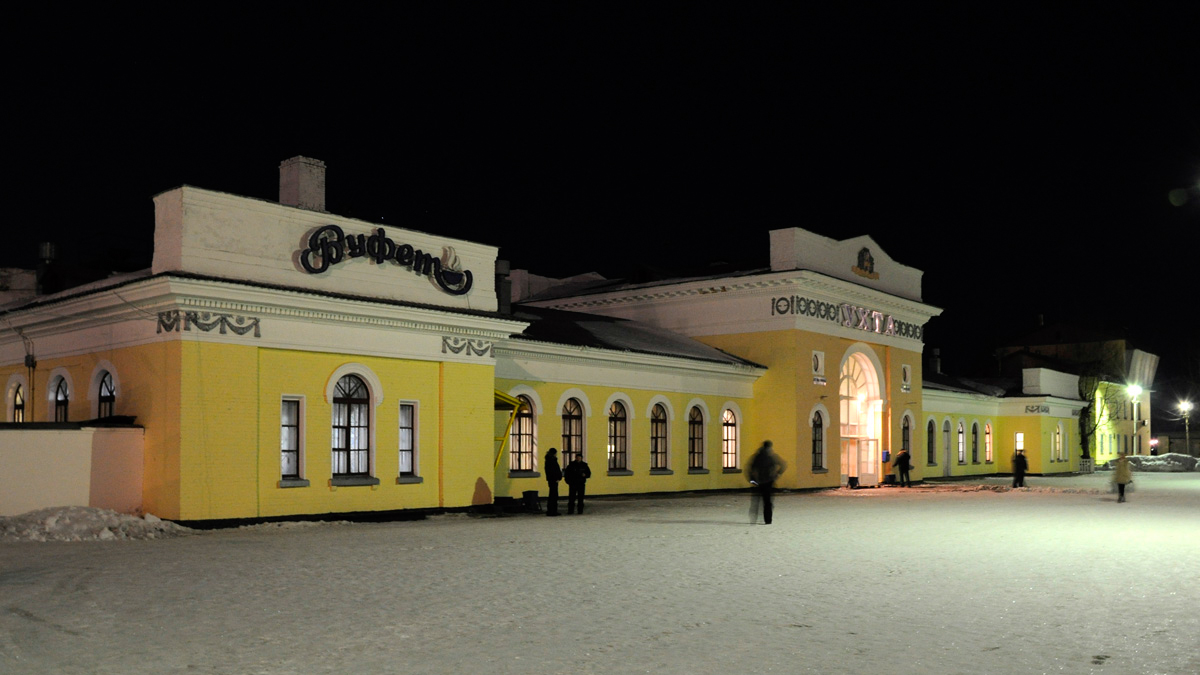
Вокзал станции Ухта. Полярная ночь

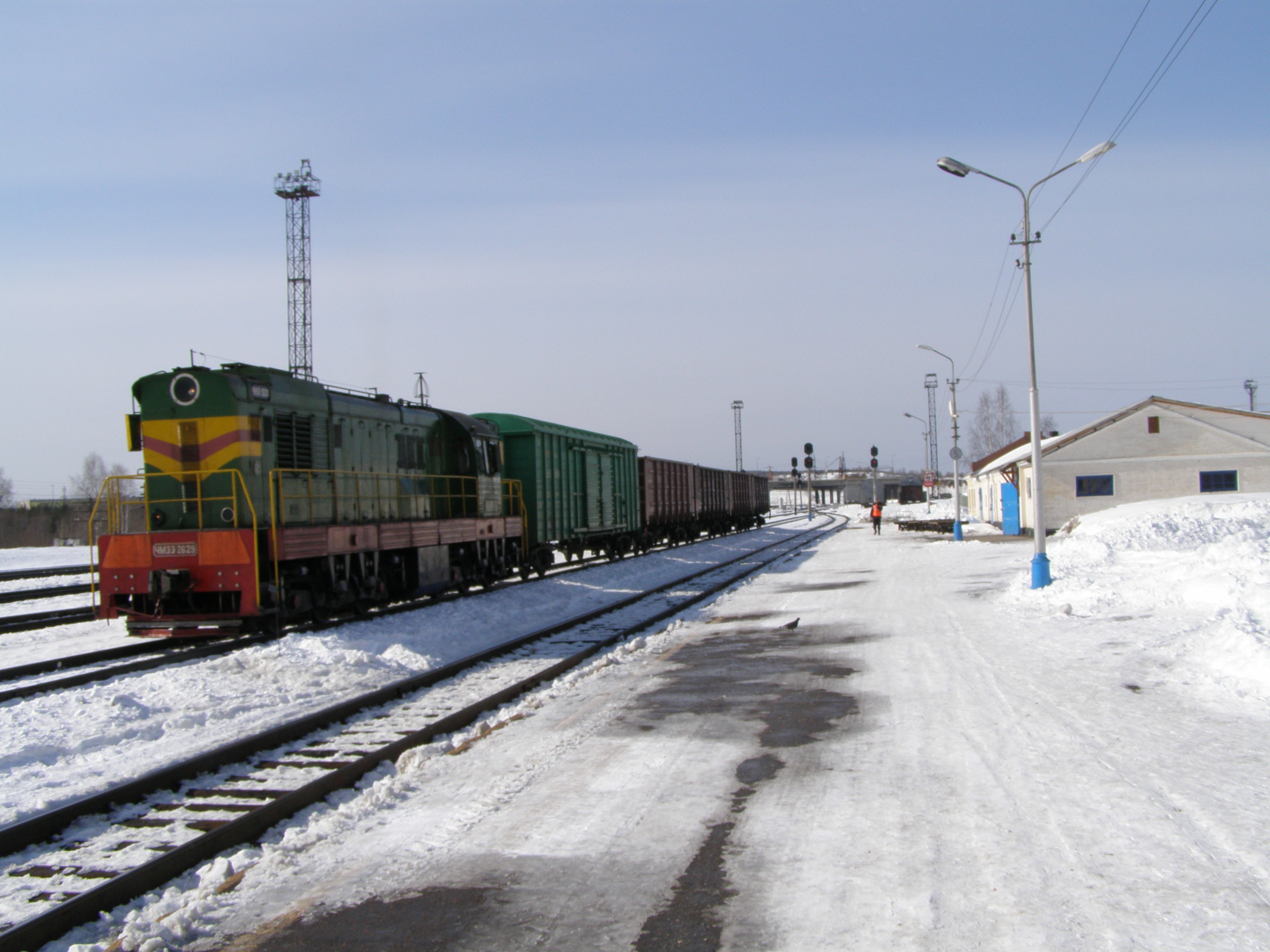
Тепловоз ЧМЭ3-2629 ТЧЭ-21 Сосногорск на маневровой работе с грузовым составом. Вид на товарные пакгаузы

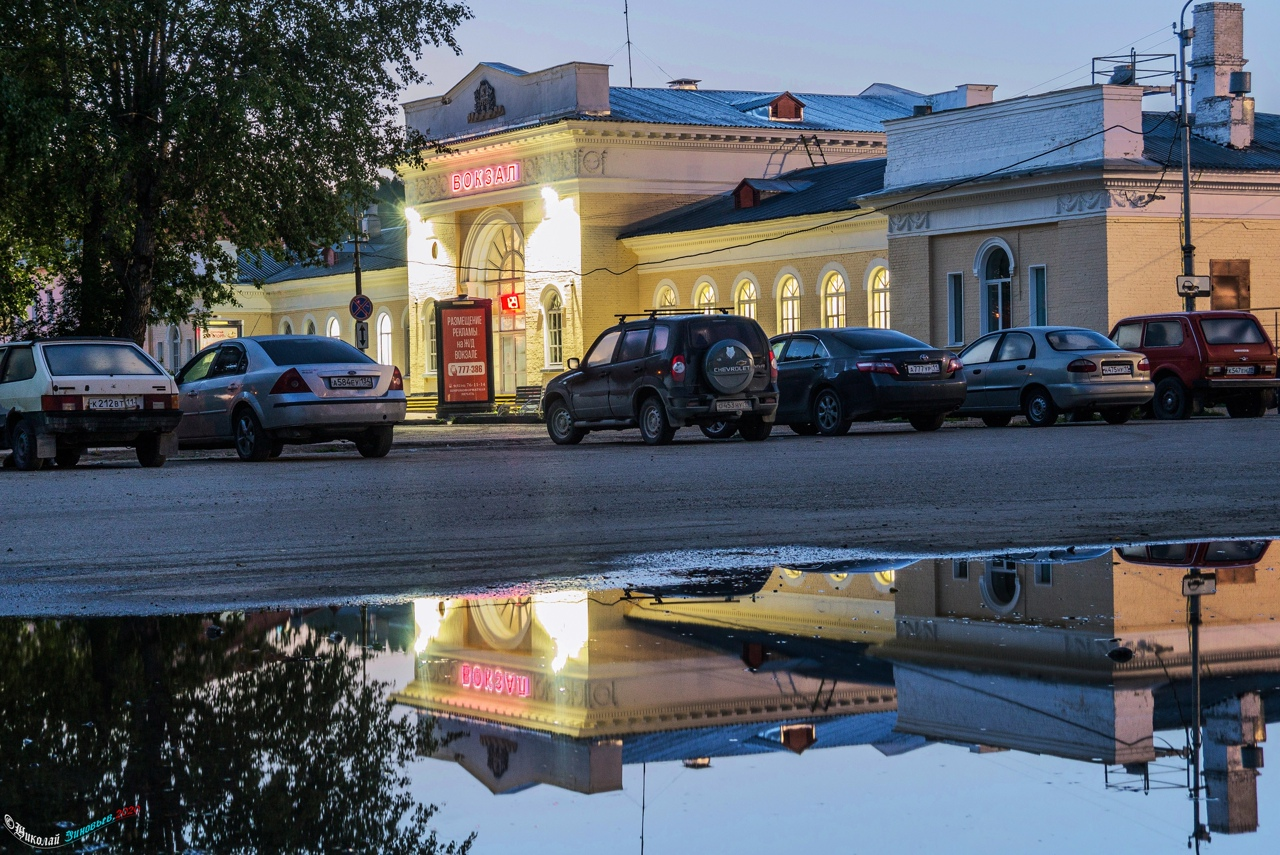
Вид на вокзал Ухта со стороны остановки автобуса и улицы Вокзальной

Ухта́ — железнодорожная станция Сосногорского региона Северной железной дороги, находящаяся в городе Ухте республики Коми.

## История
Станция открыта в 1942 году на участке Микунь — Сосногорск.

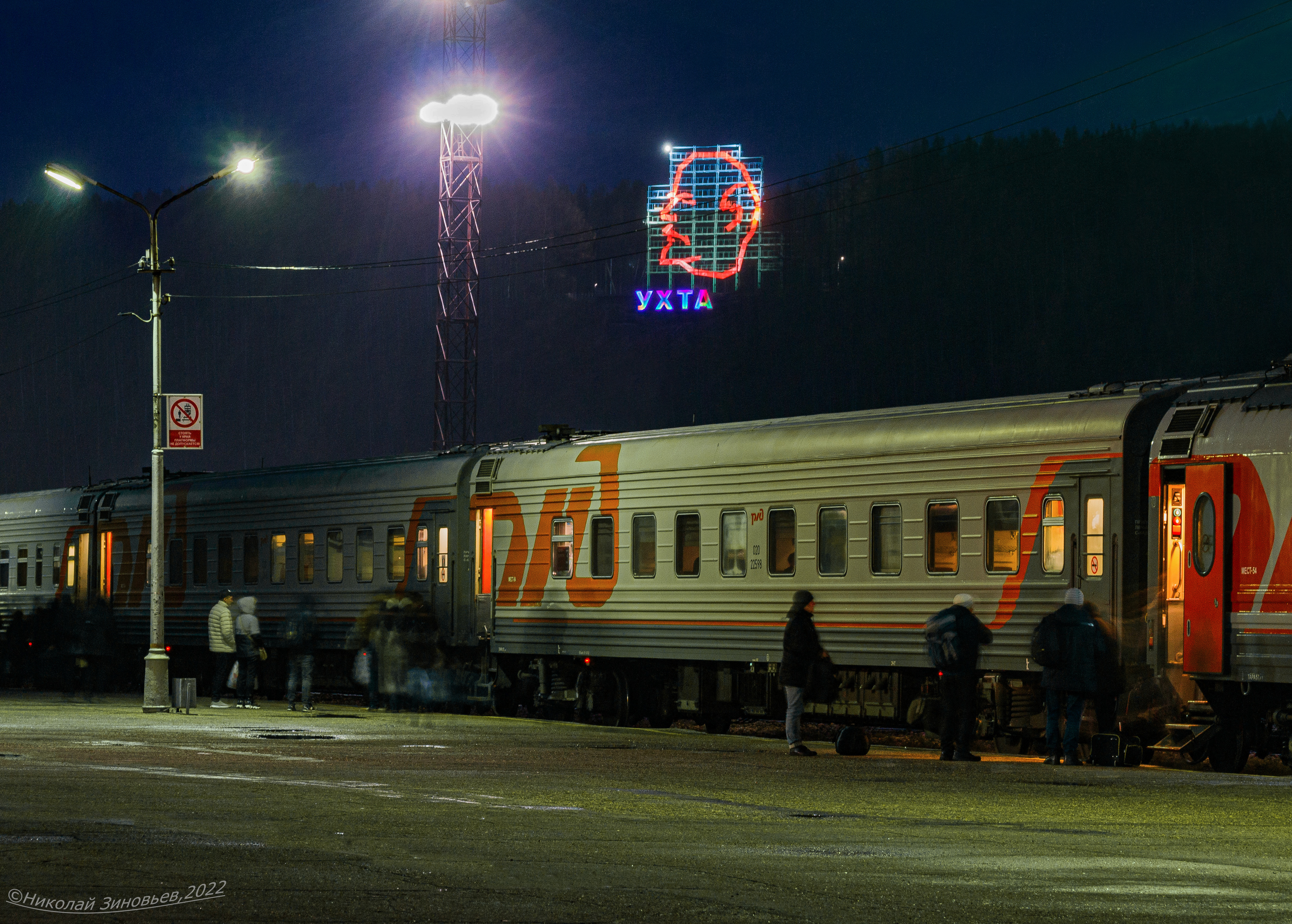

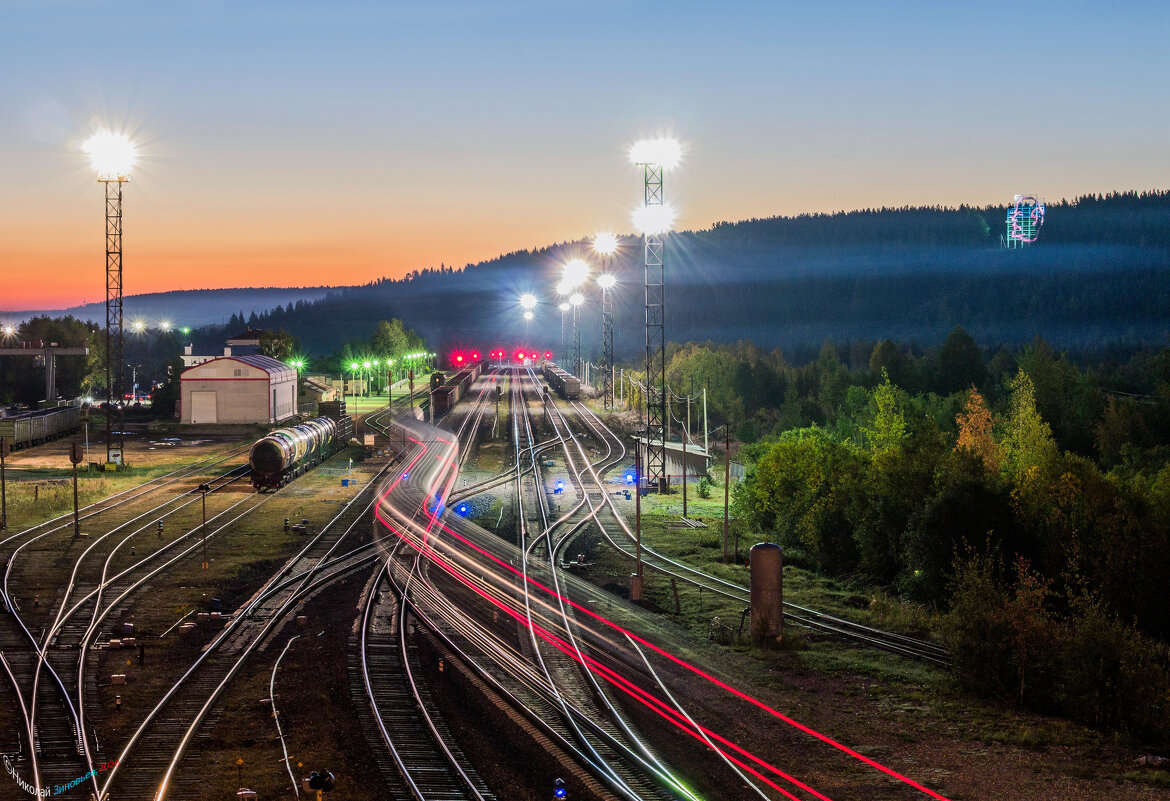
Вид на станцию Ухта утром с путепровода. Август 2020

## Вокзал
Вместо небольшого деревянного домика в 1958 году появилось новое здание вокзала в «ухтинском» стиле. Перрон тогда впервые заасфальтировали.
Вокзал должен был быть введен в эксплуатацию месяцем раньше, к 1 октября 1958 года. Но исполком горсовета обязал застройщиков его «доработать». За месяц 11 000 квадратных метров площади вокруг вокзала были заасфальтированы, два деревянных одноэтажных дома, в том числе бывший вокзал, располагавшиеся перед новым зданием, снесены.
Интерьер вокзала поражал воображение: метлахская плитка, живописные полотна, хрустальные люстры.
Годы не очень изменили вокзал. Он почти такой, каким был пятьдесят лет назад, только более современный. В 80-х годах прошлого века печное отопление заменили электрическим. Удлинили пассажирскую платформу, благодаря чему на вокзал стали прибывать поезда, состоящие не из 19 вагонов, а из 24. Потемневшие картины и запыленные люстры сняли, установили пластиковые окна и электронное табло.
В 2010 году проведен ремонт систем видеонаблюдения, оборудованы пандусы и специализированный туалет.
В 2011 году установили рамку металлодетектора.

## Деятельность
Станция открыта для грузовой работы.

### Коммерческие операции, выполняемые на станции
- продажа пассажирских билетов;
- приём и выдача багажа;
- приём и выдача повагонных и мелких отправок грузов (подъездные пути);
- приём и выдача грузов в контейнерах (3 и 5 тонн);
- приём и выдача грузов в универсальных контейнерах (20 тонн);
- приём и выдача мелких отправок грузов (открытые площадки)[6]

## Пассажирское движение

### Направления, перевозчики и расписание
| Перевозчик                        | Дистанция          | Направления и расписание |
| --------------------------------- | ------------------ | ------------------------ |
| Федеральная пассажирская компания | Дальнее следование | Яндекс                   |

### Фирменные поезда, имеющие остановку на станции
| Предыдущая станция          | Фирменные поезда                    | Следующая станция               |
| --------------------------- | ----------------------------------- | ------------------------------- |
| Чиньяворык в сторону Москвы | «Воркута» Воркута-Москва            | Сосногорск в сторону Воркуты    |
| Княжпогост в сторону Москвы | «Полярная стрела» Лабытнанги-Москва | Сосногорск в сторону Лабытнанги |

## Адрес вокзала
- 169300, Россия, Республика Коми, г. Ухта, Вокзальная ул., 1